# Rajaletto
Rajaletto är en ö i Finland. Den ligger i Bottenviken och i kommunen Simo i den ekonomiska regionen  Kemi-Torneå i landskapet Lappland, i den norra delen av landet. Ön ligger omkring 100 kilometer söder om Rovaniemi och omkring 610 kilometer norr om Helsingfors.
Öns area är 3 hektar och dess största längd är 360 meter i nord-sydlig riktning. I omgivningarna runt Rajaletto växer i huvudsak blandskog.